# Svenska mästerskapen i banhoppning inomhus 2018
Svenska mästerskapen i banhoppning inomhus 2018 arrangerades av Helsingborgs fältrittklubb som ett samlat mästerskap både för ponny och häst mellan den 31 oktober till 4 november 2018 för ponny och mellan 7 och 11 november för häst. Banbyggare för senior, Young Riders och juniorer var Fredrik Malm, för ponny och children var Eduard Petrovic.

## Resultat
| Placering | Ryttare          | Häst                  | Klubb                         |
| --------- | ---------------- | --------------------- | ----------------------------- |
| 1         | Stephanie Holmén | Flip's Little Sparrow | Österlens ridklubb            |
| 2         | Magnus Jacobson  | Meluha S              | IM Sportriders ryttarförening |
| 3         | Anna Olsson      | Maximillian           | Billdals ridklubb             |

| Placering | Ryttare        | Häst         | Klubb                          |
| --------- | -------------- | ------------ | ------------------------------ |
| 1         | Stella Röhlcke | Delina       | Föreningen Runsten Equestrians |
| 2         | Andrea Persson | F. Las Vegas | Österlens ridklubb             |
| 3         | Evelin Lavén   | Easy Q       | Ängelholms ryttarförening      |

| Placering | Ryttare                    | Häst    | Klubb                         |
| --------- | -------------------------- | ------- | ----------------------------- |
| 1         | Michelle Cranning Hillgren | Udermus | Ilbäckens ryttarförening      |
| 2         | Rasmus Nilsson             | Cit Cat | IM Sportriders ryttarförening |
| 3         | Melanie Ling-Vannerus      | Verzace | Varbergs ridklubb             |

| Placering | Ryttare             | Häst             | Klubb                      |
| --------- | ------------------- | ---------------- | -------------------------- |
| 1         | Ida Selin           | Starling 7       | Billdals ridklubb          |
| 2         | Smilla Berntsson    | Le Tornade (SWB) | Helsingborgs fältrittklubb |
| 3         | Cajsa-Stina Jönsson | Doobie           | Trolleholms ryttarförening |

| Placering | Ryttare         | Häst              | Klubb                          |
| --------- | --------------- | ----------------- | ------------------------------ |
| 1         | Sally Wikner    | Mystic Impact     | Föreningen Runsten Equestrians |
| 2         | Signe Svensson  | Bright Eyes       | Jump Club ridsportförening     |
| 3         | Mathilda Bohlin | Miclas Aristocrat | Hittarps ridklubb              |

| Placering | Ryttare        | Häst                   | Klubb                      |
| --------- | -------------- | ---------------------- | -------------------------- |
| 1         | Signe Svensson | Törnrosa               | Jump Club ridsportförening |
| 2         | Amanda Möller  | Hembys Florian RNF 222 | Laholms ryttarförening     |
| 3         | Ellen Selin    | Sparkling va va Boom   | Jump Club Ridsportförening |

| Placering | Ryttare             | Häst               | Klubb                          |
| --------- | ------------------- | ------------------ | ------------------------------ |
| 1         | Linnea Åberg-Cronin | Troglan            | Flyinge ryttarförening         |
| 2         | Thelma Bergström    | Rockside Mystifyre | Gävle Ponnyklubb               |
| 3         | Julia Andersson     | Magneto Sprite     | Föreningen Runsten Equestrians |